# كازو فوكوشيما
كازو فوكوشيما (باليابانية: 福島和夫 ) (و. 1930  م) هو ملحن، وعالم موسيقى، وأستاذ جامعي ياباني، ولد في طوكيو.